# Статенин, Андрей Григорьевич
Андрей Григорьевич Статенин — советский хозяйственный, государственный и политический деятель.

## Биография
Родился в 1926 году в Боровом. Член КПСС.
С 1952 года — на хозяйственной, общественной и политической работе. В 1952—1998 гг. — старший инженер, начальник мостоиспытательной станции, заместитель начальника дистанции пути, начальник отдела службы пути, секретарь парткома управления Казахской железной дороги, секретарь Советского райкома[где?], первый секретарь Октябрьского райкома[где?] КП Казахстана, первый заместитель председателя Алма-Атинского горисполкома, управляющий делами ЦК КП Казахстана, старший инженер, директор ассоциации «КазИнПресс», заведующий отделом газеты «Казахстанская правда».
Избирался депутатом Верховного Совета Казахской ССР 8-го, 9-го, 10-го и 11-го созывов.
За архитектуру комплекса зданий Новой площади в Алма-Ате был в составе коллектива удостоен Государственной премии СССР в области литературы, искусства и архитектуры 1982 года.
Умер в 2003 году, похоронен на Центральном кладбище Алма-Аты.